# Skärhamns sjöfartsmuseum
Skärhamns sjöfartsmuseum är ett arbetslivsmuseum i Skärhamn på Tjörn, etablerat år 1977. Det är inrymt i det så kallade Cherlinska huset, som är ett av Skärhamns äldsta hus.
Skärhamns sjöfartsmuseum presenterar öns sjöfart i bild och skrift och innehåller bilder, böcker skutföremål, motorer och navigations- och fiskeutrustning. Det etablerades år 1977 av föreningen De seglade för Tjörn och är inrymt i det så kallade Cherlinska huset, en gammal sjömansstuga, som byggdes år 1872. Inredningen i huset är oförändrad sedan det uppfördes.